# Босенко, Владимир Андреевич
 Владимир Андреевич Босенко  (10 февраля 1925 года, с. Павловка, Оконешниковский район, Омская область — 25 июня 1985 года, Омск) — советский художник, живописец, член Союза художников СССР.

## Биография
В 1942-44 годах участник Великой Отечественной войны (3-й Белорусский фронт). Имел ранения.
1948-53 годы учился в Ростовском художественном училище.
1955-62 годы учился в МГХИ им. В.И. Сурикова.  Дипломная работа «Птичница с индюками» (холст, масло).
В 1962-72 годах преподавал на ХГФ ОГПИ им. А.М. Горького.
С 1972 года член Союза художников СССР.
Умер в 1985 году, похоронен на Ново-Кировском кладбище в Омске.

## Творчество
Большинство работ относятся к жанру портрета.
Произведения находятся в музеях Омска (ООМИИ им. М.А. Врубеля, ОГМК музее, ГМИО, музее Воинской славы омичей, в частных собраниях России.

## Основные работы
- Портрет матери. 1963. Холст масло. 100,5х82,5. ООМИИ им. М. А. Врубеля.
- Портрет старого большевика С.А. Деньщикова. 1969. Холст масло.
- Портрет механизатора В.М. Калинина. 1970-е. Холст масло. 80,5х60. ГМИО.
- Мужской портрет. 1970. Картон, масло. 40х30. ООМИИ им. М. А. Врубеля.
- Портрет матери воина. 1970. Холст, масло.

## Творческие поездки
Совершал многочисленные поездки по Омской области.

## Выставки
- 1968 г. Областная выставка омских художников «Ленинскому комсомолу посвящается». Дом художника. Омск.
- 1968 г. Областная художественная выставка «Художники — Октябрю». Дом художника. Омск.
- 1969 г. III зональная выставка «Сибирь социалистическая» (к 100-летию со дня рождения В. И. Ленина). Красноярск.
- 1970 г. Областная выставка произведений омских художников, посвящённая 100-летию со дня рождения В. И. Ленина. Дом художника. Омск.
- 1973 г. Юбилейная выставка, посвящённая 40-летию Омской организации СХ и ХПМ. Дом художника. Омск.
- 1975 г. Зарубежная выставка «Художники Омска». Будапешт. Венгрия.
- 1974 г. Выставка «Художники – целине», посвящённая 20-летию освоения целинных и залежных земель. Дом актёра. Омск.
- 1975 г. IV-я зональная выставка «Сибирь социалистическая». Томск.
- 1975 г. Областная выставка, посвящённая 30-летеию Победы над фашистской Германией. Дом художника. Омск.
- 1977 г. Областная выставка произведений омских художников, посвящённая 60-летеию Великого Октября. Дом художника. Омск.
- 1979 - Передвижная выставка омских художников по районам Омской области, посвящённая 25-летию освоения целинных и залежных земель. Русская Поляна, Павлоградка, Одесское.
- 1980 г. V зональная выставка «Сибирь социалистическая». Барнаул.
- 1982 – Дар омских художников колхозу «Родина» станицы Казанской Краснодарского края. Казанская.
- 1983/84 г. Областная выставка «Омская земля». Выставка произведений омских художников.Дом художника. Омск.
- 1984/85 г. Областная выставка «Омская земля». Выставка произведений омских художников. Москва, Ленинград.
- 1998 г. Выставка «Четыре угла: встреча небесного и земного». Галерея «Мир живописи». Омск.
- 2002 г. Выставка, посвящённая 70-летию ОмГПУ. ООМИИ им. М. А. Врубеля. Омск.

## Ученики
Среди учеников В.А. Босенко художники: Воробьёв Валерий Семенович, Игнатенко Иван Александрович.